# Обер-Флерсгайм
Обер-Флерсгайм (нім. Ober-Flörsheim) — громада в Німеччині, розташована в землі Рейнланд-Пфальц. Входить до складу району Альцай-Вормс. Складова частина об'єднання громад Альцай-Ланд.
Площа — 10,24 км2. Населення становить 1284 ос. (станом на 31 грудня 2020).

## Галерея

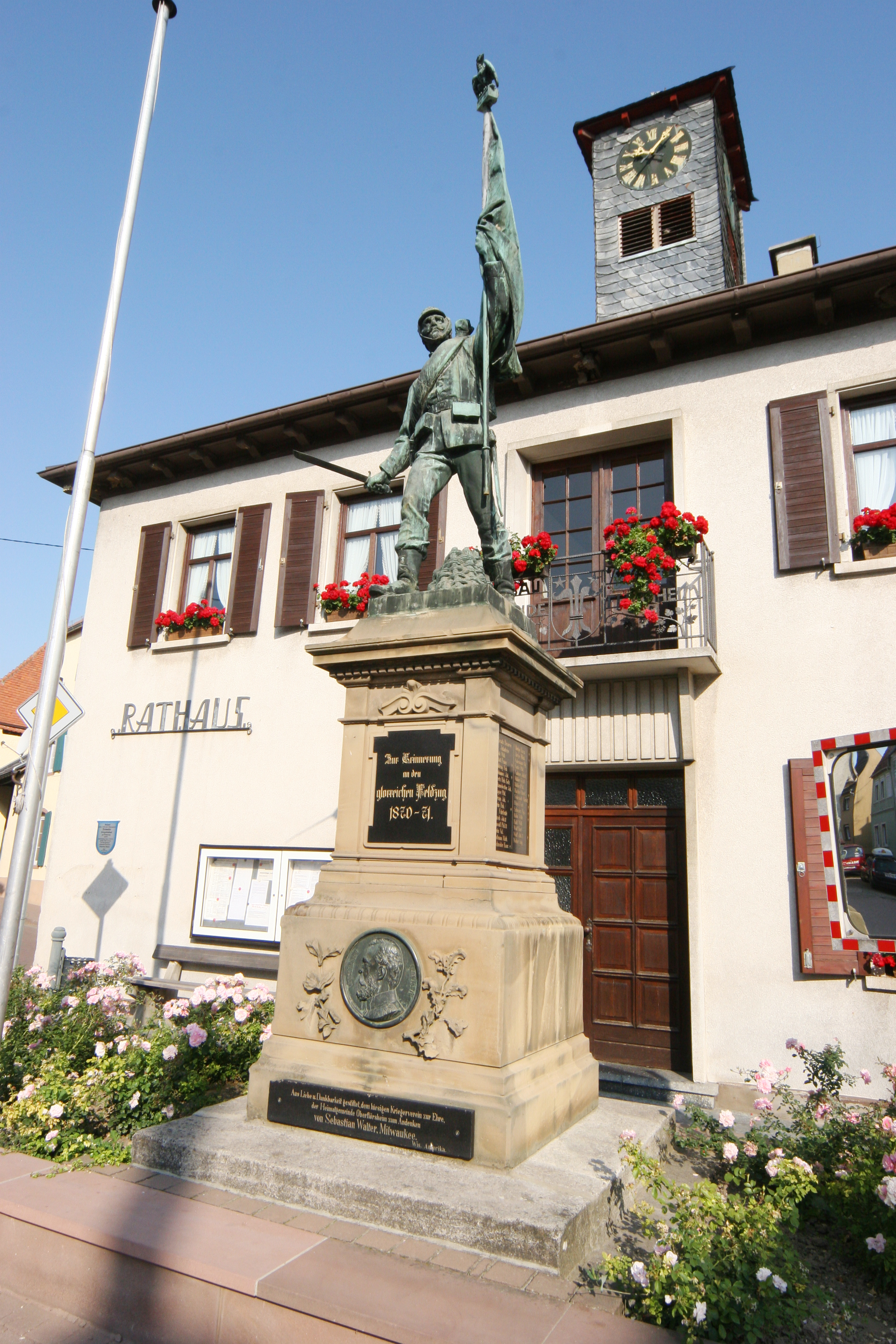
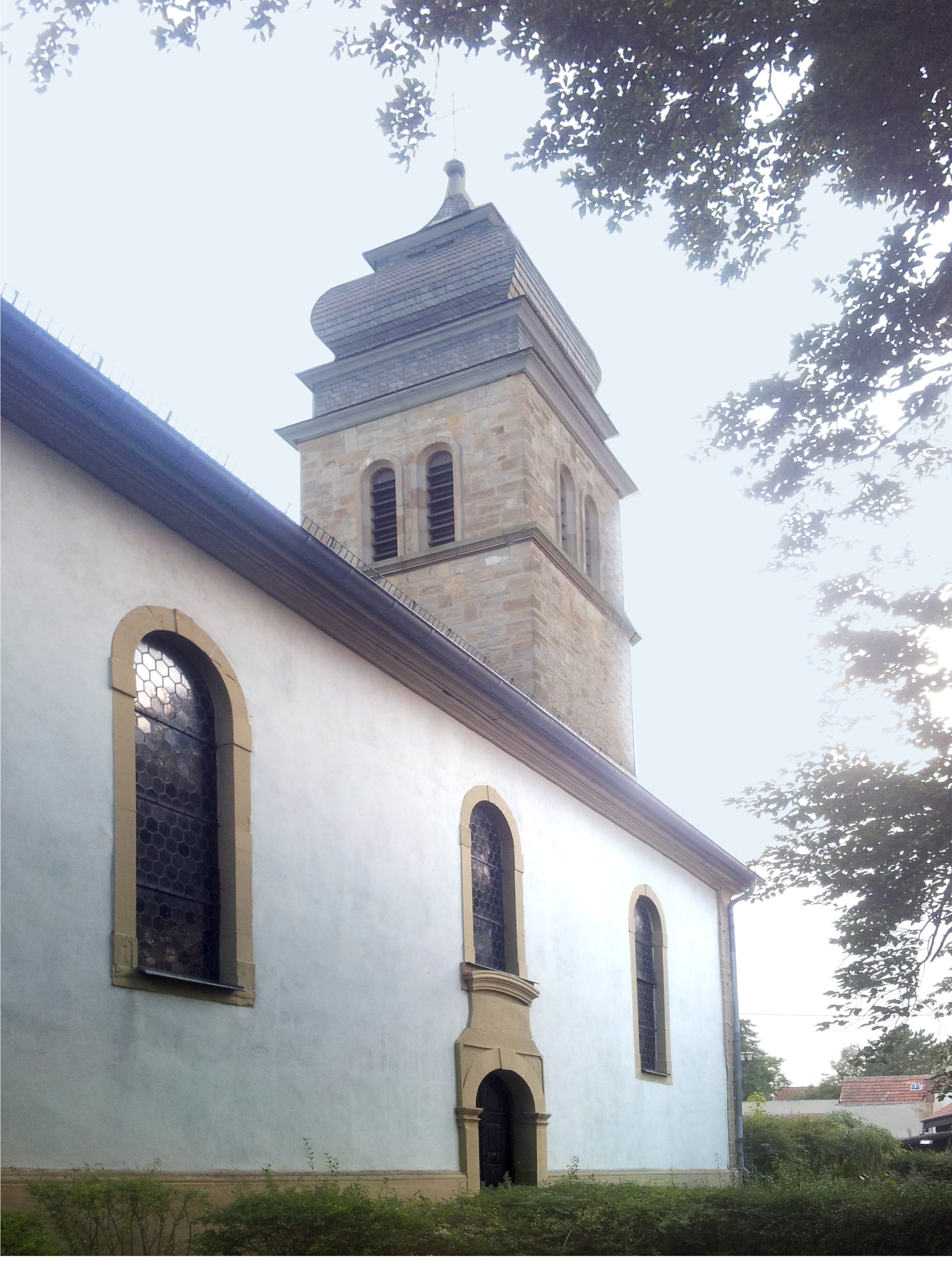
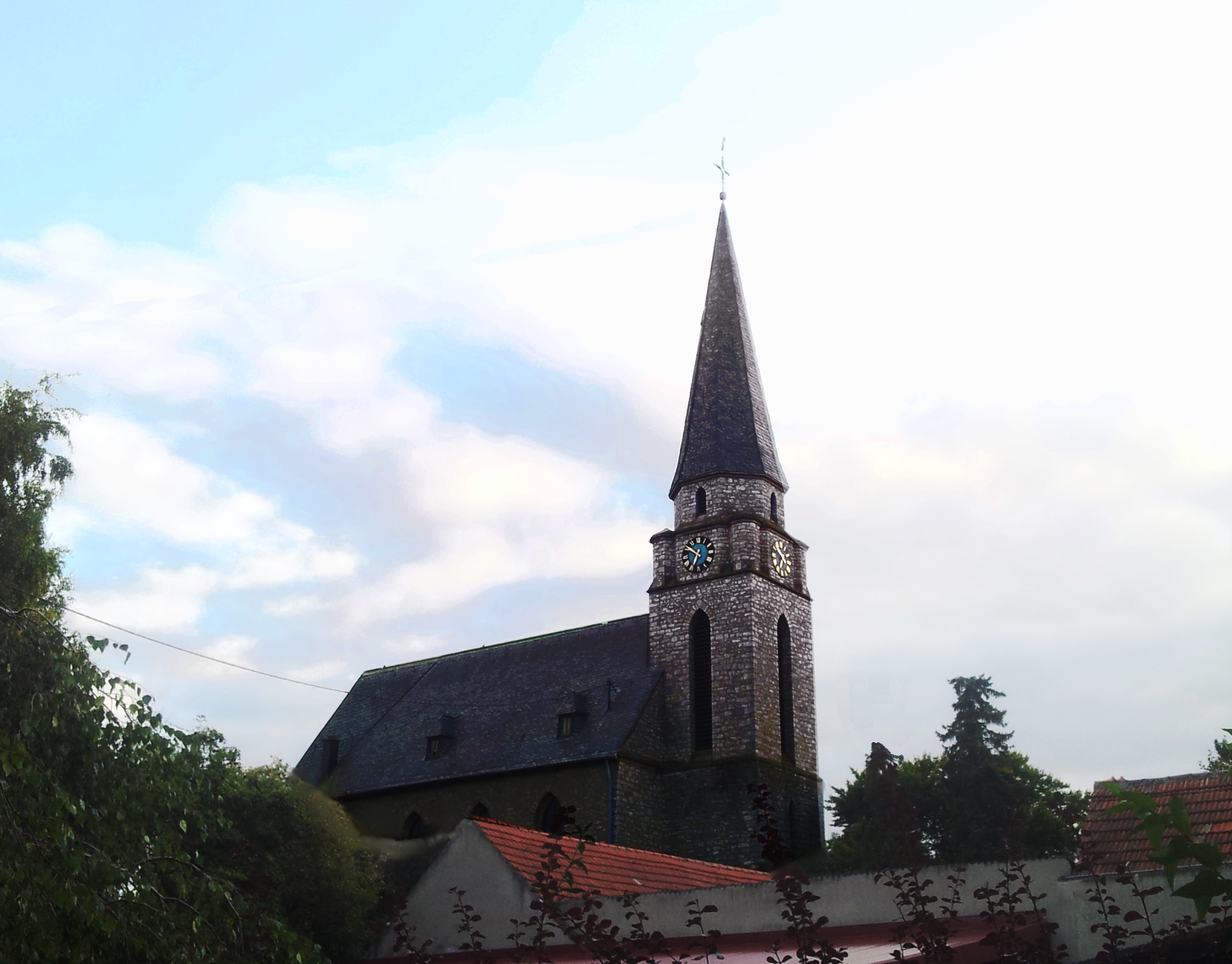
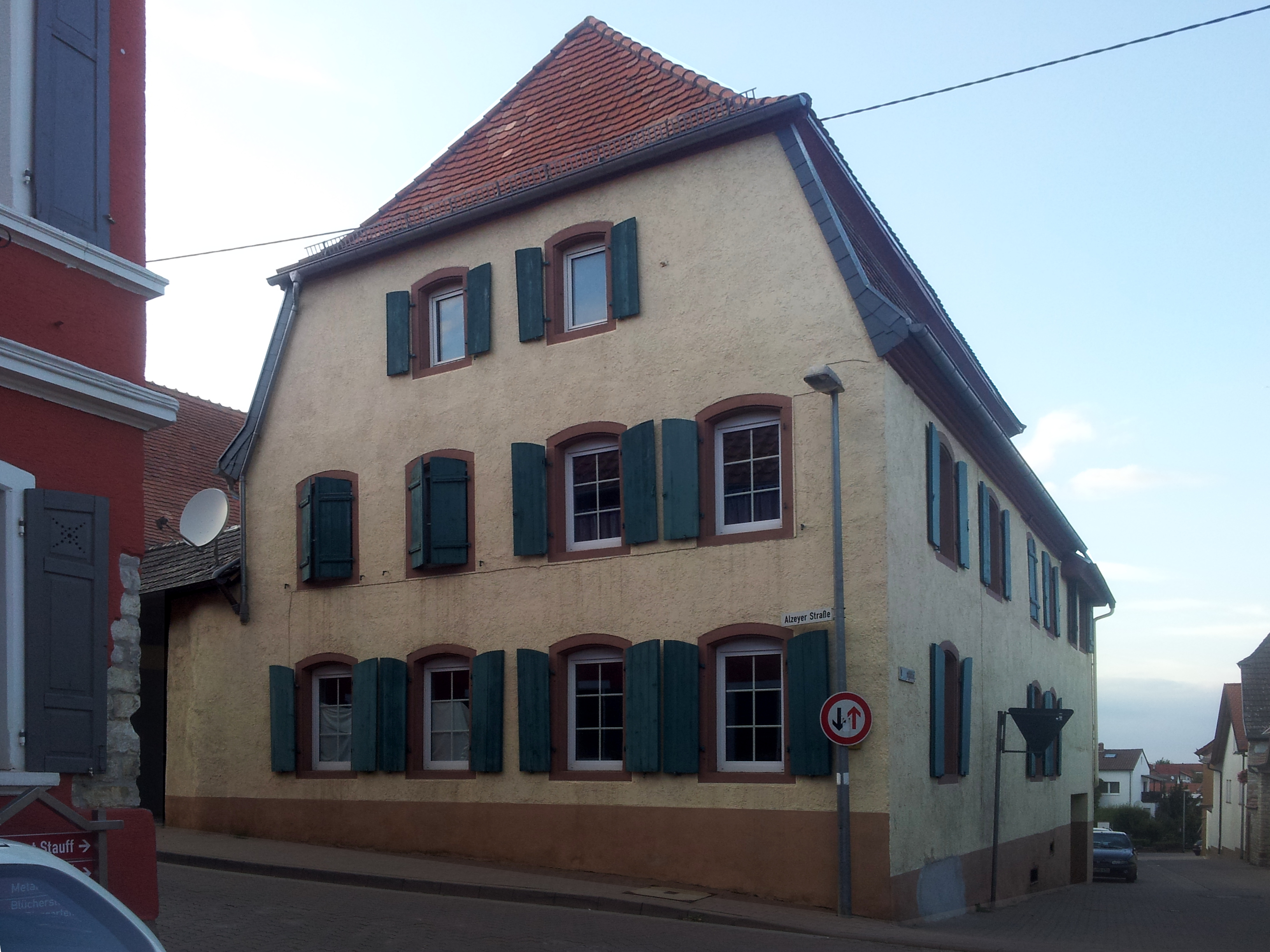